# 永乐街站
永乐街站是位于广西壮族自治区柳州市融水苗族自治县永乐镇的一个铁路车站，邮政编码545303。车站建于1979年，有焦柳铁路经过该站，现仅办理货运业务，不办理客运业务。车站距离月山站1537公里，隶属南宁铁路局，是四等站。